# Tratado de Amistad, Cooperación y Asistencia Mutua Fino-Soviético

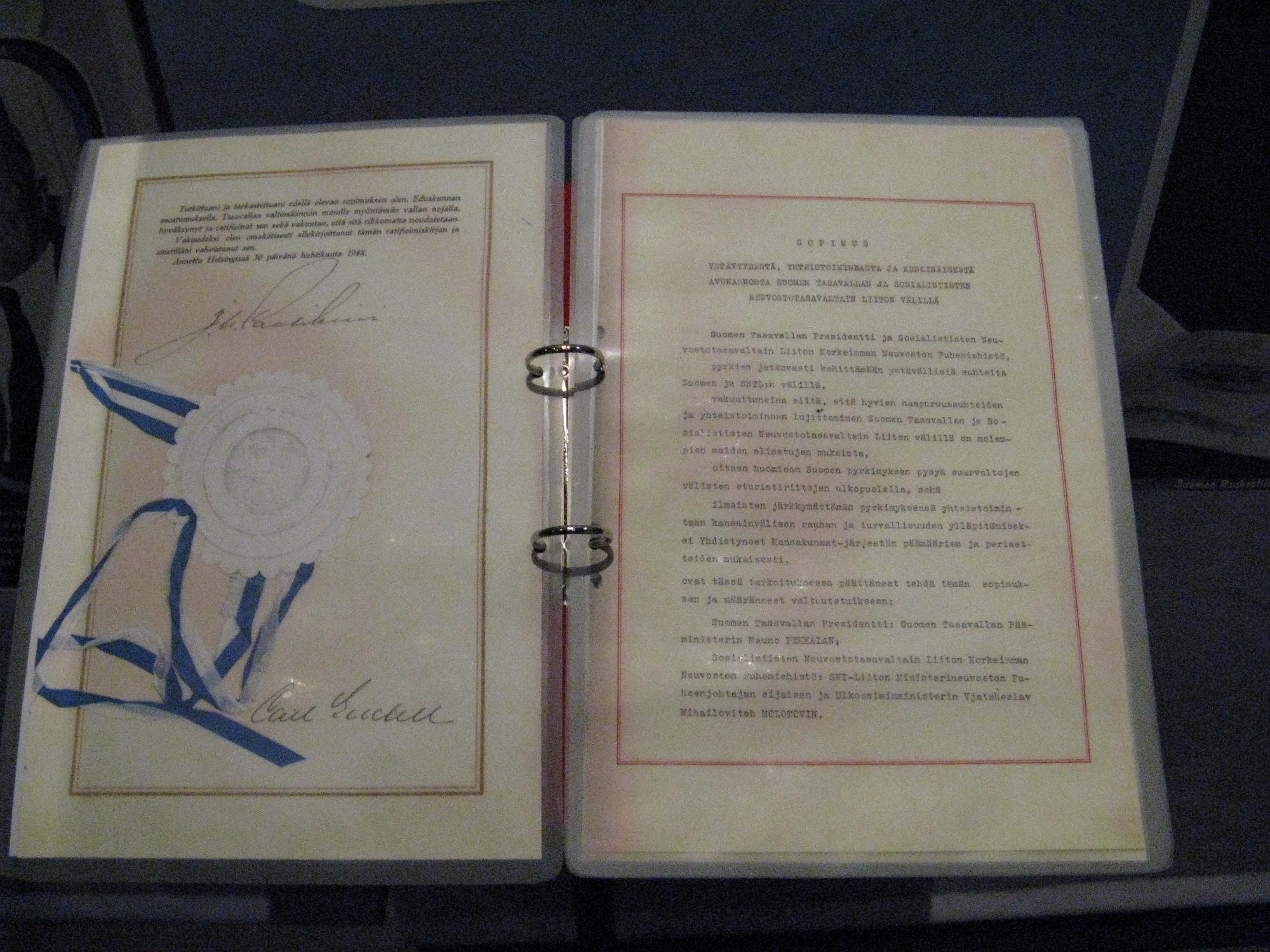
Fotografía del libro donde se signó el tratado Fino-Soviético de 1948 de Amistad y Cooperación.

El Acuerdo de Amistad, Cooperación y de Asistencia Mutua, a su vez conocido como el Tratado YYA por sus siglas en Finés Ystävyys-, yhteistyö- ja avunantosopimus (YYA-sopimus) (sueco: Vänskaps-, samarbets- och biståndsavtalet (VSB-avtalet)), fue el pilar base para las relaciones fino–soviéticas entre 1948 y 1992. Fue el principal mecanismo de la implementación de la posterior política de estado finlandesa conocida como Política de Paasikivi–Kekkonen.

## Historia
Desde la firma del tratado, signado el 6 de abril de 1948, los soviéticos podrían entrar en territorio de Finlandia con el fin de detener cualquier agresión proveniente de sus enemigos, las naciones de Occidente o potencias aliadas de sus posibles ataques a la unión. El pacto conminaba a los finlandeses a detener cualquier clase de ataque, a la vez que garantizaba la independencia política de Finlandia de las líneas de gobierno de la Unión Soviética. Este tratado aseguraba la supervivencia de Finlandia mediante su democracia liberal a pesar de su muy cercana proximidad a dos regiones soviéticas estratégicas, la Península de Kola y la antigua capital, Leningrado.
Debido al incierto estado de las relaciones fino–soviéticas en los años posteriores a la guerra fino-soviética, y a la precisa interpretación dada a los textos del tratado, Finlandia siguió la decisión de otras naciones adscritas al Pacto de Varsovia de no participar en los  planes de ayuda occidental. Como resultado, en la transición posterior al periodo postconflicto Finlandia sufrió prolongadas dificultades económicas en comparación con la situación económica de otras naciones europeas igualmente capitalistas, tras lo cual se hizo muy dependiente de la Unión Soviética en lo económico. 
En general, Finlandia mantenía sus relaciones con los poderes occidentales distantes de sus asuntos militares "oficialmente" (incluida la propuesta de una Unión de Defensa de Escandinavia) y su asociación a la OTAN en particular. Con su manifiesto rechazo a darle apoyo formal a occidente, se buscó disminuir la tensión con la URSS para que no la involucrase en una posible afiliación al Pacto de Varsovia. Sin embargo, se practicaban ejercicios militares en conjunto con el ejército soviético; en previsión de posibles ataques de occidente, así como cualquier otra clase de cooperación militar era mantenida al mínimo, a pesar de los ocasionales avances soviéticos.
El tratado YYA fue un hito en el mandato de Juho Paasikivi y su política exterior. Así mismo fue central en la política durante el mandato de Kekkonen (1956–1981), quien dubitaba siempre en sus asuntos de doctrina exterior, cuajando la política externa denominada como la política Paasikivi-Kekkonen.
Éste tratado se consolidó también como un instrumento para la Unión Soviética como forma de ganar un mínimo pero penetrante poder político en los asuntos internos de Finlandia en la era posguerra. Esta influencia se ha comúnmente designado entre los historiadores y políticos de occidente como la finlandización. Aún hoy día entre los finlandeses es debatido ardientemente si el presidente Urho Kekkonen (Presidente entre 1956–1981) intencionadamente lo usó para obtener mayor influencia política y así derrotar a sus oponentes.
A pesar de la línea política general del gobierno finlandés, se supo que hubo muchas actividades y planes secretos de cooperación con las naciones occidentales. Esta clase de estrategias fueron impulsadas por movimientos políticos finlandeses como el Partido Socialdemócrata de Finlandia, quienes aceptando financiación proveniente de la CIA, buscaron evidencia de actividad sísmica proveniente de pruebas nucleares. Así mismo, naciones del bloque oriental condujeron operaciones de espionaje en Finlandia, como por ejemplo la Stasi germano-oriental; que tuvo a varios agentes en territorio finlandés.

## Condiciones
Bajo dicho pacto, Finlandia estaba obligada a resistir los asaltos y/o posibles ataques armados de "Alemania o sus aliados" (lo que en la realidad se traducía como los hechos por los Estados Unidos y sus aliados) contra Finlandia o la Unión Soviética a través de Finlandia, y de ser necesario; Finlandia podría solicitar asistencia militar soviética para acometer tal fin. Pero en sí, el pacto no proveía ninguna clase de apoyo y/o provisiones provenientes de la milicia soviética al entrar a territorio finlandés y estipulaba que darse tal hecho, las acciones iban a ser repelidas por separado, permitiéndole a Finlandia el escoger si solicitaba o no por asistencia a la URSS. Posteriormente, dicho pacto retiraba los requisitos de que Finlandia pidiese asistencia bélica si la URSS era atacada (si el ataque no se sucedía en territorio de Finlandia). Este acuerdo brindaba las garantías para que se reconociera el deseo de Finlandia de permanecer neutral durante posibles conflictos entre las superpotencias, permitiéndole al país adoptar la política de neutralidad en la guerra ruso-estadounidense.

## Tratados similares
La Unión Soviética tuvo iguales tratados con otras naciones quienes no eran sus aliadas directas, pero que dependieron notablemente del apoyo y cooperación soviético, como Norcorea desde 1961, y el tratado indo-soviético de asistencia firmado con la India, de 1971, así como el firmado con Vietnam en 1978, entre otras naciones que los suscribieron, aparte del CAME. Pero el primer acuerdo de esta clase, sin embargo, se suscribió con la Francia de De Gaulle en 1943.